# Ева Пфафф
Ева Пфафф (нім. Eva Pfaff; нар. 10 лютого 1961) — колишня німецька професійна тенісистка.
Здобула один одиночний та дев'ять парних титулів туру WTA.
Найвищу одиночну позицію світового рейтингу — 17 місце досягнула в 1983, парну — 16 місце — в 1988 році.
Завершила кар'єру 1993 року.

## Важливі фінали

### Турніри Великого шолома

#### Парний розряд: 1 поразка
| Результат | Рік  | Турнір          | Покриття | Партнер            | Опоненти                        | Рахунок  |
| --------- | ---- | --------------- | -------- | ------------------ | ------------------------------- | -------- |
| Поразка   | 1982 | Australian Open | Трава    | Клаудія Коде-Кільш | Мартіна Навратілова Пем Шрайвер | 4–6, 2–6 |

## Фінали турнірів WTA

### Одиночний розряд: 3 (1 титул, 2 поразки)
| Перемога — Легенда                |
| --------------------------------- |
| Турніри Великого шолома (0–0)     |
| Турніри WTA Tour (0–0)            |
| Virginia Slims, Avon, other (1–2) |

| Фінали за покриттям |
| ------------------- |
| Тверде (0–0)        |
| Трава (0–0)         |
| Ґрунт (0–1)         |
| Килим (1–1)         |

| Результат | Ранг | Дата           | Турнір      | Покриття  | Опонент            | Рахунок  |
| --------- | ---- | -------------- | ----------- | --------- | ------------------ | -------- |
| Поразка   | 1.   | 25 січня 1982  | Pittsburgh  | Килим (i) | Клаудія Коде-Кільш | 4–6, 0–6 |
| Перемога  | 1.   | 15 лютого 1982 | Nashville   | Килим (i) | Лей-Енн Томпсон    | 6–3, 7–5 |
| Поразка   | 2.   | 4 липня 1983   | WTA Hamburg | Ґрунт     | Андреа Темешварі   | 4–6, 2–6 |

### Парний розряд: 19 (9 титулів, 10 поразок)
| Перемога — Легенда                |
| --------------------------------- |
| Турніри Великого шолома (0–1)     |
| WTA Championships (0–1)           |
| Tier I (0–0)                      |
| Tier II (2–0)                     |
| Tier III (2–0)                    |
| Tier IV (0–0)                     |
| Tier V (0–0)                      |
| Virginia Slims, Avon, other (5–8) |

| Фінали за покриттям |
| ------------------- |
| Тверде (1–2)        |
| Трава (1–4)         |
| Ґрунт (5–2)         |
| Килим (2–2)         |

| Результат | Ранг | Дата              | Турнір                                 | Покриття   | Партнер            | Опоненти                             | Рахунок            |
| --------- | ---- | ----------------- | -------------------------------------- | ---------- | ------------------ | ------------------------------------ | ------------------ |
| Перемога  | 1.   | 21 липня 1980     | Кіцбюель                               | Ґрунт      | Клаудія Коде-Кільш | Гана Мандлікова Рената Томанова      | w/o                |
| Перемога  | 2.   | 13 липня 1981     | Kitzbühel                              | Ґрунт      | Клаудія Коде-Кільш | Elizabeth Little Івонн Вермак        | 6–4, 6–3           |
| Поразка   | 1.   | 15 листопада 1982 | Брисбейн                               | Трава      | Клаудія Коде-Кільш | Біллі Джин Кінг Енн Сміт             | 3–6, 4–6           |
| Поразка   | 2.   | 22 листопада 1982 | Sydney International                   | Трава      | Клаудія Коде-Кільш | Мартіна Навратілова Пем Шрайвер      | 2–6, 6–2, 6–7      |
| Поразка   | 3.   | 29 листопада 1982 | Відкритий чемпіонат Австралії з тенісу | Трава      | Клаудія Коде-Кільш | Мартіна Навратілова Pam Shriver      | 4–6, 2–6           |
| Перемога  | 3.   | 21 лютого 1983    | Silicon Valley Classic                 | Килим (i)  | Клаудія Коде-Кільш | Розмарі Касалс Венді Тернбулл        | 6–4, 4–6, 6–4      |
| Поразка   | 4.   | 23 березня 1983   | Чемпіонат WTA                          | Килим (i)  | Клаудія Коде-Кільш | Мартіна Навратілова Pam Shriver      | 5–7, 2–6           |
| Поразка   | 5.   | 16 травня 1983    | German Open                            | Ґрунт      | Клаудія Коде-Кільш | Джо Дьюрі Енн Гоббс                  | 4–6, 6–7           |
| Перемога  | 4.   | 11 липня 1983     | Freiburg                               | Ґрунт      | Беттіна Бюнге      | Іванна Мадруга Емілсе Лонго          | 6–1, 6–2           |
| Поразка   | 6.   | 1 жовтня 1984     | LA Women's Tennis Championships        | Тверде     | Беттіна Бюнге      | Кріс Еверт Wendy Turnbull            | 2–6, 4–6           |
| Поразка   | 7.   | 15 жовтня 1984    | Porsche Tennis Grand Prix              | Тверде (i) | Беттіна Бюнге      | Клаудія Коде-Кільш Гелена Сукова     | 2–6, 6–4, 3–6      |
| Поразка   | 8.   | 12 листопада 1984 | Брисбейн                               | Трава      | Беттіна Бюнге      | Мартіна Навратілова Pam Shriver      | 3–6, 2–6           |
| Поразка   | 9.   | 20 травня 1985    | WTA Swiss Open                         | Ґрунт      | Беттіна Бюнге      | Бонні Гадушек Helena Suková          | 2–6, 4–6           |
| Перемога  | 5.   | 6 квітня 1987     | Volvo Car Open                         | Ґрунт      | Мерседес Пас       | Зіна Гаррісон Лорі Макніл            | 7–6(8–6), 7–5      |
| Поразка   | 10.  | 2 листопада 1987  | Worcester                              | Килим (i)  | Беттіна Бюнге      | Еліз Берджін Розалін Феербенк        | 4–6, 4–6           |
| Перемога  | 6.   | 8 лютого 1988     | Даллас                                 | Килим (i)  | Lori McNeil        | Джиджі Фернандес Зіна Гаррісон       | 2–6, 6–4, 7–5      |
| Перемога  | 7.   | 11 квітня 1988    | Amelia Island Championships            | Ґрунт      | Зіна Гаррісон      | Катріна Адамс Penny Barg             | 4–6, 6–2, 7–6(7–5) |
| Перемога  | 8.   | 13 червня 1988    | Eastbourne International               | Трава      | Елізабет Смайлі    | Белінда Кордвелл Діанне Ван Ренсбург | 6–3, 7–6(8–6)      |
| Перемога  | 9.   | 8 жовтня 1990     | Zurich Open                            | Тверде (i) | Манон Боллеграф    | Катрін Сюїр Dianne Van Rensburg      | 7–5, 6–4           |

## Фінали ITF

### Парний розряд (6–1)
| Легенда         |
| --------------- |
| Турніри $50,000 |
| Турніри $25,000 |
| Турніри $10,000 |

| Результат | Ранг | Дата            | Турнір                           | Покриття   | Партнер            | Опоненти                             | Рахунок       |
| --------- | ---- | --------------- | -------------------------------- | ---------- | ------------------ | ------------------------------------ | ------------- |
| Перемога  | 1.   | 17 серпня 1980  | Дахау (місто), Західна Німеччина | Ґрунт      | Клаудія Коде-Кільш | Кеті Драрі Флоренца Міхай            | 6–2, 6–0      |
| Перемога  | 2.   | 24 серпня 1980  | Байройт, Західна Німеччина       | Ґрунт      | Клаудія Коде-Кільш | Гелена Анліот Іріс Рідель-Кюн        | 2–6, 6–3, 6–1 |
| Перемога  | 3.   | 31 серпня 1980  | Штутгарт, Західна Німеччина      | Ґрунт      | Клаудія Коде-Кільш | Еллі Аппел-Вессіс Сабіна Сіммондс    | 6–3, 6–4      |
| Перемога  | 4.   | 13 грудня 1981  | Ноймюнстер, Західна Німеччина    | Ґрунт (i)  | Клаудія Коде-Кільш | Гайді Айстерленер Габріела Діну      | 7–6, 7–6      |
| Перемога  | 5.   | 9 липня 1990    | Ерланген, Західна Німеччина      | Ґрунт      | Река Сіксаї        | Агнесе Блумберга Євгенія Манюкова    | 6–3, 6–1      |
| Runner–up | 6.   | 17 вересня 1990 | Тіба, Японія                     | Тверде     | Джулі Річардсон    | Мішелл Джаггерд-Лай Маріанн Вердел   | 4–6, 7–6, 6–7 |
| Перемога  | 7.   | 9 грудня 1991   | Валь-д'Уаз, Франція              | Тверде (i) | Катрін Сюїр        | Pascale Paradis-Mangon Сандрін Тестю | 4–6, 6–3, 6–4 |

## Досягнення в турнірах Великого шолома, одиночний розряд
| Турнір                                 | 1980  | 1981  | 1982  | 1983  | 1984  | 1985  | 1986  | 1987  | 1988  | 1989  | 1990  | 1991  | 1992  | Career SR |
| -------------------------------------- | ----- | ----- | ----- | ----- | ----- | ----- | ----- | ----- | ----- | ----- | ----- | ----- | ----- | --------- |
| Відкритий чемпіонат Австралії з тенісу |       | 2р    | ЧФ    | 3р    | 1р    |       | NH    | 3р    | 1р    | 2р    | 1р    | 2р    | К1р   | 0 / 9     |
| Відкритий чемпіонат Франції з тенісу   |       | 3р    | 2р    | 1р    | 3р    | 1р    | 1р    | 1р    | 2р    | 1р    |       |       |       | 0 / 9     |
| Вімблдонський турнір                   |       | 2р    | 2р    | 2р    | 1р    | 2р    | 1р    | 1р    | 1р    | 2р    | 2р    |       | К1р   | 0 / 10    |
| Відкритий чемпіонат США з тенісу       |       | 1р    | 1р    | 1р    |       | 1р    | 2р    | 1р    | 1р    | 1р    | К1р   | 1р    |       | 0 / 9     |
| SR                                     | 0 / 0 | 0 / 4 | 0 / 4 | 0 / 4 | 0 / 3 | 0 / 3 | 0 / 3 | 0 / 4 | 0 / 4 | 0 / 4 | 0 / 2 | 0 / 2 | 0 / 0 | 0 / 37    |
| Рейтинг на кінець року                 | 101   | 70    | 35    | 22    | 31    | 31    | 58    | 44    | 74    | 103   | 153   | 201   | 421   |           |